# ビリー&マンディ
『ビリー&マンディ』（原題：The Grim Adventures of Billy and Mandy）はカートゥーン ネットワークで放映されたアメリカのアニメーション作品。日本では2003年8月2日より放映。
なお、この項目では放送枠内でカップリング放送されていた邪悪なコンカルネ（ヘクター・コンカルネ編）（原題：Evil Con Carne）についても記述する。

## 概要
一般的に知られるカートゥーン作品はブラック・ユーモアの要素が多少含まれているが、本作はその要素が特に強い作りとされる。番組の冒頭でマンディの一言が流れるが、どれも妙に不可解で謎めいている。
第1シーズンのみ『邪悪なコンカルネ』を内包して放送されており、基本的に第1シーズンは互いの主要人物達がクロスオーバーする事はない（ただし、ビリー&マンディの「恐怖の肉ダンゴ」は除く）。第2シーズン以降は完全にビリー&マンディの話のみとなり、また構成も第3シーズンから1話2本（まれに1話1本構成）構成に変更、互いの主要人物のクロスオーバーも行うようになった。米カートゥーン ネットワークでは放送形態が変わり、ビリー&マンディとヘクター・コンカルネがそれぞれ別の作品として放送されているが、日本では今まで通り旧放送形態を取っており、ビリー&マンディとヘクター・コンカルネが一緒のまま1番組として放送されている。
米カートゥーン ネットワークで2000年に行われた視聴者リクエスト「第1回ビッグピックコンテスト」の“最もシリーズ化して欲しい作品No.1”に選ばれた作品でもある。2004年度のアニー賞において第30話「みんな、ヤラれる!」が最優秀ディレクター・テレビアニメ部門を受賞した。
また、2006年の6月に日本で新エピソードが放送されたが、第3シーズンの中盤からはじまっており、中盤までの未放送エピソードにスカール将軍が引っ越してくるエピソードやジュニアが学校へ入学するエピソードが含まれていない。その影響で、日本での第38話にあたる「9つの願い」ではスカール将軍とジュニアの二人がいきなり登場する形となっている。2007年12月から放送より、アメリカ同様の放送形態となった。

## ストーリー

### ビリー&マンディ
ビリーが飼っていたハムスターの命を奪いにやってきた死神グリムが、それを承知しなかったビリーとマンディがハムスターの命を賭けて勝負を挑み、マンディがズルをしてグリムが負けてしまった事によりビリーとマンディの親友になる所から物語ははじまる。
おトボケのビリー、クールでタフなマンディ、そしてついていない死神グリムがエンズヴィル（直訳すれば「終わっている町」）で巻き起こす珍騒動の数々を描く。
回を追う毎に、ビリーはとてつもないおバカに、マンディは冷徹で悪知恵の働くキャラクターになりつつある。他にも黄金のリンゴを使い混乱と争いを起こしたがるエリスや、地球の奥底に住むナーゴル、自称「悪霊ハンター」でマヌケなホス・デルガド、そして回を追うごとにマンディのストーカーになりつつあるアーウィンなど、個性的なキャラクター達が登場する。シーズン3からはヘクター・コンカルネ編で登場したスカール将軍も登場する。
一話一話が独立しており、人類がマンディ以外全て消えたり、登場人物が死んでしまったりと滅茶苦茶かつブラックなラストが多い。

### 邪悪なコンカルネ
独裁者ヘクター・コンカルネは7年前に起こった爆撃事件により、脳みそと胃袋（コンカルネとは別の人格をもっており、「スタマック」と呼ばれている）だけになってしまった。コンカルネが熊のボスコフの体を借り、科学者ガストリー少佐とスカール将軍と共に様々な手で世界征服に挑もうとする物語である。
様々な手で世界征服に挑むが、コンカルネのミスやスカール将軍の裏切り、そして魚の軍人であり7年前の爆撃を起こした張本人であるコンカルネ最大の敵コッドコマンドーにより全て未遂に終わってしまう。
当作品も、ビリー&マンディ同様ブラックユーモア色の濃い内容になっている。
本作のエピソードは日本では「無人島の二人」が今まで放送されたエピソードの中での最終話である。アメリカでは本作の独立後いくつかのエピソードが制作されたが日本では未放送である。
ただし、たまに本作側の登場人物がビリー&マンディの話に関与することがある。

## 登場人物

### ビリー&マンディ
ビリー（Billy）
声 - 佐藤まさよし/英 - リチャード・ホーヴィッツ
主人公の一人。非常におバカで一般常識が著しく欠如しているが、極まれにマトモな発言をすることも。常に能天気で大笑いをしており落ち着きが無い。鼻が非常に大きく、垂れたり落ちたりしている。ジュニアやドーラなど初対面の人間にも友達になろうとする社交的なところもある。スパーグにはいつもイジメられており、よくパンツ吊り（後ろからパンツを強く引っ張るイタズラ）の標的になっている。大体の騒動の原因は彼が作っている。エピソードによってはあの世に行ったまま帰ってこなくなったり、チョコレートソースや人形のおもちゃになったりと、作中では悲惨な目に遭うことが多いが、ほとんどの場合大笑いで済ませている（だが彼にも弱点があり、虫とピエロが大の苦手。とりわけ、蜘蛛のジェフは天敵）。
マンディ（Mandy）
声 - 森屋さちよ / 英 - グレイ・デライル
主人公の一人。常に不機嫌かつ退屈な顔をしており、世の中すべてをつまらなく思っている。テレビが好きでビリーやグリムとしょっちゅうテレビを見ている。頭は非常に良く成績はトップクラスである。恋愛というものを嫌悪しており「ロマンスは弱虫がするもの」と語っていた。そのためビリーの友達のピフに恋をしたときは自分自身を憎悪し、グリムに心を刈り取ってもらおうとしたことも。自分に惚れているアーウィンが大嫌いで、非常にうっとうしく思っている。鼻はデフォルメで描かれていないのではなく、本当に存在しない。その理由は「気持ち悪いから」らしい。苦手なものはフィギュアスケートで彼女曰く「スピンするところが見られない」とのこと。
エピソードによっては不死の帝王になったり、魔界の教師やクトゥルフを相手に騙まし討ちをするなど、ビリー同様やや人間離れした力を持っている。
絶対に笑わないといわれており、彼女が笑うと自然界のバランスが崩壊し、世界が変わってしまう。ただし、初期のエピソードやCMでは普通に笑顔を見せるシーンもあった。
同じカートゥーン ネットワークの『フォスターズ・ホーム』に客演したこともある。
グリム（Grim）
声 - 三宅健太/英 - グレッグ・イーグルス
主人公の一人。死神だが、どこか抜けていて人が良い。当初は一般的な死神らしく、ビリーが飼っているハムスター、Mr.スナグルス（10歳）の魂を刈り取りにやって来る。この時のエピソードが、「ビリー&マンディ」のパイロット版である。スナグルスの魂を渡したくないビリーとマンディの提案でゲーム（リンボーダンス）をすることになったが、マンディの策略で負けてしまう。ゲームをする前に、「負けたら二人の親友になる」と自分で宣言してしまっていたため、その日から二人の親友として人間の世界で暮らすことになる。初期こそ嘆くことが多かったが、ビリーとマンディとの生活を心底嫌っているわけではなく、むしろ謳歌している様子さえ見られる。悪態をつきながらも、ビリーとマンディの為に動くこともあり、時には二人を懸命に助け出そうとすることも。骨しかないのだが、どういう仕組みか飲食することができ、太ることもある。脂肪吸引手術にお金を使うなど美容には気を使っている。ビリーのママそっくりの人形を持っている。ビリーの家で寝泊りすることが多く、ビリーの家の地下室には彼の出身である地下世界の様々な道具を収納するトランクがあり、ビリーがそれを荒らすことから騒動になったりもする。
グリムの鎌
グリムが持ち歩いている大鎌。地下世界のモノを呼び出す際に用いられ、グリム以外でも使用する事が出来る。
ハロルド（Harold）
声 - 巻島直樹/英 - リチャード・ホーヴィッツ
ビリーの父親。息子に良く似た風貌の持ち主。最初は割と良識があったが、回を重ねるごとに息子同様のおバカキャラへと変貌。また、お腹が出ておりメタボ気味である。ビリーと同じく鼻がでかい。海軍特殊部隊出身。苦手なものはサンタクロース。子どものころはバレエをやっていたらしく、暗黒の魔女とのダンス対決で見事打ち勝った。
グラディス（Gladys）
声 - 細野雅世/英 - ジェニファー・ヘイル
ビリーの母親。息子や夫と比べるとまともな性格の持ち主。グリムを嫌っているが息子の友人として夫同様に認めている（グリムが人間になった回では異常に優しくなっていた）。ビリーを溺愛している。
アーウィン（Irwin）
声 - よのひかり/英 - ヴァネッサ・マーシャル
ビリーとマンディのクラスメイトでビリーの親友。ドン臭いインド系の少年。最初は比較的普通の少年だったが、回を重ねるごとにマンディのストーカーと成り果て、騒動に巻き込まれては悲惨な目に遭う回数が増える。ビリー同様、スパーグにいじめられている。肉体改造にも取り組んだことがあり筋肉モリモリになったこともあったがマンディは全く評価しなかった。長編の「ビリーとマンディの大冒険」ではマンディにディープキスをしたりもした。
ミンディ（Mindy）
声 - 細野雅世/英 - レイチェル・マクファーレン
ビリーとマンディのクラスメイト。赤毛を後ろに束ねた女の子。可愛いらしい顔立ちで要領がよく、クラスメイトや校長から人気があるが、高慢かつナルシストな性格で口が悪い。ビリー、マンディ、グリムの三人組をバカにしており、ゾットミニ（ゾッとするほど醜いの略）の三人組と呼んでいる。クラスメイトを階級付けしているらしく、ビリー達を「マメ」扱いしている。特にマンディを激しく敵視しており、何かにつけて負け犬呼ばわりし、マンディを怒らせている。マンディへのいやがらせのためだけにグリムを親友として引き抜こうとするなど、陰険な手口を使うこともあるが、アーウィンやスパーグ同様、痛い目に遭うこともしばしば。地元アメフト部のチアリーダーでもあるが、見当違いな応援をして顰蹙を買っている。終盤のエピソードでは、マンディとタッグを組んで戦ったこともある。
プディン（Pud'n）
声 - よのひかり/英 - ジェーン・カー
ビリーとマンディのクラスメイト。スカール将軍の甥っ子。泣き虫。アクションフィギュアをキャンディーと勘違いしてしゃぶっていたりと知的障害と思しき行動が多く見受けられる。親に捨てられたらしく、狼に拾われ、ビリーの家の裏側で暮らしている。非常に稀だが怒ると、様々な意味で「恐ろしく」なる。
スパーグ（Sperg）
声 - 巻島直樹、堀本等/英 - グレッグ・イーグルス
ビリーとマンディのクラスメイトで、かなりの乱暴者でいじめっ子。ビリーとアーウィンをいつもいじめているが、マンディには敵わない。得意で使用頻度が高いいじめは「パンツ吊り」。マザコンで、母親のこととなると頭に血が上りやすくなる。エピソードによってはマンディに好意を寄せている節がある。
ホス・デルガド（Hoss Delgado）
声 - 巻島直樹/英 - ディードリック・ベイダー
腕の立つ魔物ハンターだが、かなり間が抜けている。右手には肉体改造を施してあり、チェーンソーやマシンガン、グレネードランチャー、ビームセイバーなどを内蔵している。若いころは貧相な体格で、「ロージーちゃん」や「オネショマン」というあだ名をつけられていた。中世の先祖はまったく同じ姿をしており、「ドラゴンハンター」を生業としていた。終盤では女神エリスと恋仲になるエピソードがある。
エリス（Eris）
声 - 細野雅世/英 - レイチェル・マクファーレン
ギリシア神話の混乱と争いをつかさどる女神。金のリンゴを使って世界に混乱と争いをもたらそうとする困った存在。美人ではあるが性格は最悪。エピソード中盤以降、前歯が欠けている。
ナーゴル
声 - 世田壱恵→近藤広務/英 - デビッド・ワーナー→マーティン・ジャーヴィス
地底世界に住む生物。後にビリーのおばのシス（声 - よのひかり/英 - グレイ・デライル）と結婚する。異常なまでに「友達」を欲しており、自らの能力を使って全世界の人間を「自分だけの友達」にした事がある。背中から生えている触手には電流が走っている。黒く見える姿は実は汚れで、洗うと普通の人間の体が現れる。
ナーゴルジュニア
声 - 細野雅世/英 - デヴィ・デリーベリー
ナーゴルとシスの息子、つまりはビリーの従弟。父ナーゴルと同じ能力を持ち、一度見たものをそっくりそのまま模倣（コピー）することができる。ただし、眼鏡だけは変わらない。この眼鏡は、彼が生まれる前の「タマゴ」の状態でもかけていた。人間の姿をしているが、これは彼が初めて地上で出会った少年を模倣した姿であり、本来の姿ではない。人間の中ではビリーだけが本来の姿を見ているが、怪物を見慣れていたビリーでさえ戦々恐々としたらしい。ビリー達と同じ学校に通っている。おとなしい性格から、スパーグの標的にされることもある。
ナイジェル・プランター
声/英 - ジェイク・トーマス
魔法学校に通う少年。眼鏡をかけており、額に稲妻の傷がある。
成績は優れておらず、お調子者な性格。魔法学校のマドンナ、ハーヘフニーに恋をするが、惚れ薬入りのチョコレートを食べたことからチョコレートに恋をしてしまう。魔法学校関連のエピソードに登場するが、性格が災いして悲惨な目に遭うことが多い。
トードブラット校長
声 - 堀本等→斧アツシ/英 - ジョン・ヴァーノン→ロニー・シェル
魔法学校の校長。見た目は巨大なヒキガエル。怒りっぽい性格で、ナイジェルを嫌っている。ナイジェルを学校から追い出すために、邪悪な魔法使いモールディバット卿（声 - 多田野曜平/英 - ジョン・カッサー）の姿を偽り彼を追い詰めたことも。その後もナイジェルに対する態度は冷たい。
ハーヘフニー・ヘッハーヘッハー
魔法学校のマドンナ。グラマラスな美女だが、性格はやや高飛車でナイジェルを軽蔑している様子。
ドルコ・マウスフライ
魔法学校の生徒。金髪で筋骨隆々なナイスガイ。特徴的な笑い方をする。ホウキでサーフィンをするなどスポーツに長けているようだが、魔法も得意。ハーヘフニーとは両思いらしい。
ジェフ
声 - 堀本等→藤本たかひろ/英 - マックスウェル・アトムス
グリムのトランクの中にあった卵から生まれた大グモ。卵を孵したビリーを父と慕うが、虫が苦手なビリーからは忌み嫌われている。かなりのポジティブ思考で、マンディに指令されての演技以外で怒った事はない。お菓子作りやセーターを編むなど、手先がかなり器用。のちにスパイダー・クイーン（声 - 中澤やよい/英 - カリ・ウォールグレン）と結婚する。
ジャック
声 - 姫野惠二/英 - 不明
大昔のエンズビルの住人。大の悪戯好きだが引き際を知らず、やり過ぎたために我慢の限界に達した他の住人らの策略により、女王の怒りを買って処刑された。
しかし、グリムの迎えを拒む。隙を突いて鎌を奪い、不死身の体を条件に取引を行なった。取引は成立したものの、直後にグリムによって首を刎ねられ、代わりにカボチャを頭にして「ジャック･ランタン」となった。その珍妙な外見故にハロウィン以外の364日引きこもっていなければならず、その原因となったエンドヴィルの住人とグリムを恨んでいる。
ブギーマン
声 - 後藤哲夫/英 - フレッド・ウィラード
グリムの学生時代の悪友。その際には、あらゆる手段でグリムを辱めていた。現代になって再会した時にはグリムに毛嫌いされており、「どちらが先に一人の子供を怖がらせる事が出来るか」という勝負の末、敗れ、地下世界に永久追放された。長編では地下世界で「あらゆる試練を乗り越えて優勝した者は世界を支配する帝王になれるヨットレース」の敵対する海賊船の船長として登場した。
フレッド・フレッドバーガー
声 - 渡辺英雄/英 - C・H・グリーンブラット
ビリーと同じまたはそれ以上のおバカキャラ。地下世界の魔物でありナチョスとフローズンヨーグルトが大好き。
ドラキュラ
声 - 斧アツシ/英 - フィル・ラマール
グリムが子供の頃に憧れていた怪物でアーウィンの祖父。老人ホームに住んでいる。特番「ビリーズブギーキャンプ」では司会を務めた。
ドーラ
声 - 半場友恵/英 - ニカ・フッターマン
マンディ達の学校に転校してきた少女。その正体は神々が気まぐれに落とした箱がきっかけで不幸の種を蒔いてしまい、今日まで生きてきた少女パンドラ。マンディと仲良くなり、彼女をそそのかして箱を開けさせたが、逆に彼女に騙され、箱にもともと入っていた魑魅魍魎とともに箱に閉じ込められた。外見などは『ドーラ』のパロディ。

### 邪悪なコンカルネ
ヘクター・コンカルネ
声 - 広瀬正志/英 - フィル・ラマール
軍隊を率いて世界征服を狙う怪人物。7年前にコッドコマンドーとの戦いで肉体を失ってからはカプセル型の生命維持装置に入れられた脳と胃袋のみの姿となってしまい、それ以降胃袋に別の人格が形成されてしまった。脳だけでも会話と移動ができる。そこそこの頭脳の持ち主だが、傲慢で自分勝手な性格ゆえにガストリー以外からの人望はなく、毎回コッドコマンドーに台無しにされるので世界征服への道は遠い。ビリー&マンディにも数回ゲストとして登場している。
スタマック
コンカルネの胃袋及びそこに形成された新たな別人格。食いしん坊な幼児のような性格で、普段はいつも寝るか空腹時に不満を述べるだけだが、時折的確な発言をすることがある。ボスコフの食いしん坊に拍車を掛けている。
ボスコフ
声  - 広瀬正志/英 - フランク・ウェルカー
脳と胃袋のみの姿になったコンカルネのスペアボディ的な存在であるサイボーグ化されたクマ。元はロシアのサーカスのクマで曲芸ができる。肉体の主導権自体はあくまでもボスコフ側にあり、基本的にはコンカルネの口頭指示に従って行動する。コンカルネに懐いていて彼の役に立とうと頑張るが、争うことを知らないひょうきんで温和な性格に加え、根っからの食いしん坊なのでお腹が空くと食事以外のことには全く興味を示さなくなり、肝心な時ほどほぼ決まって役に立たない。クマだけに怪力と両腕の爪は強力で、まともに戦えば非常に強いが、先述の問題点から発揮された試しはほとんどない。コンカルネからは辛辣に扱われているが、心底から嫌われているわけではない。
スカール将軍
声 - 堀本等/英 - アーミン・シマーマン
コンカルネの腹心の部下で軍事部門のトップ。傲慢なコンカルネを元より快く思っておらず、現在の姿になってからは内心見限っており、自分がリーダーになろうと企んでいるが、実際はいつもコンカルネの八つ当たりの的。左目の下にあざのような模様がある。
後にエンズヴィルのビリーの家の隣に引っ越してくる。
ガストリー少佐
声 - 園田恵子/英 - グレイ・デライル
コンカルネの腹心の部下で優秀な科学者。コンカルネ編はおろか作中全体における最も優しい性格の持ち主。ゴーグルのような眼鏡、体にフィットしたラバーのスーツに艶のある手袋と長靴。赤毛を後ろでお団子に纏めている。
コンカルネには自分を雇ってくれた恩義と本来の姿を見て一目惚れした過去から一途に愛している。しかし怒らせるとかなり怖い。
コッドコマンドー
声 - 佐藤まさよし/英 - マックスウェル・アトムス、ロバート・ピカード
これまで幾度も世界征服計画を妨害してきたコンカルネの不倶戴天の敵。筋骨隆々な正義のサカナの軍人たちで構成された精鋭部隊で、非常に戦闘能力に長けている。「ペラペラ」としか話さない。現在のコンカルネたちには彼らとまともに戦える戦力がなく、介入されると為す術なく一方的に蹂躙されてしまうため、如何にコッドコマンドーに察知されることなく世界征服を実行に移すかが基本方針になっている。
エストロイ
声：三宅健太/英 - モーリス・ラマーシュ
コンカルネの同業者。ガストリー少佐を巡ってコンカルネと敵対している。全身が鉄でできているため、洗髪の際にいつもとは異なるシャンプーを使うと錆びてしまう。策略家であり、コンカルネを凌ぐほど性質が悪い。
デストラクティカス
声 - 佐藤まさよし/英 - リノ・ロマノ
未来から来たコンカルネとガストリーの息子で、父とは異なり正義の味方。ゆえに悪人である父・コンカルネとの確執に悩む。かなりのマザコンなので正義の味方であるにもかかわらず、悪の科学者である母の発明の手助けをしたこともある。東京湾あるいは日本列島近辺で活動している。

## スタッフ
話数は現行放送のものに準拠。

### メインスタッフ
- 原作 / 監督 / メインキャラクターデザイン - マックスウェル・アトムス
- スーパーバイジングディレクター - ジョン・マッキンタイヤ（ビリー&マンディ：1 - 17話、コンカルネ：全話）、ジュリ・ハシグチ（19 - 78話）
- アートディレクター - レイ・マッカーソン（16話A、19 - 65話）、マーク・ペリー（66話 - 78話）
- 色彩設計 - ヘンリー・ニコルソン、ブライアン・スミス、マックスウェル・アトムス（18話）
- 音楽 - グレゴリー・ハインド、ドリュー・ノイマン、ガイ・ムーン（1 - 17話）
- キャスティング / 録音監督 - クリス・ジマーマン
- プロデューサー - ヴィンセント・デイビス
- スーパーバイジングプロデューサー - ブライアン・A・ミラー
- アニメーション制作 - カートゥーン ネットワーク・スタジオ
- 制作協力 - ラフ・ドラフト・スタジオ、デジタル・eメイション
- 製作 - カートゥーン・ネットワーク

### 日本語版制作スタッフ
1～18話（旧放送話数1～26話）
- 演出：加藤敏
- 翻訳：村治佳子
- 録音/調整：田場公
- 制作担当：小野寺徹、丸太耕太郎（東北新社）
- プロデューサー：伊藤文子（カートゥーン ネットワーク）
- 録音制作：カートゥーン ネットワーク、東北新社

16話A、19～78話（旧放送話数27～52話）
- プロデューサー：末次信二
- 演出：岩田敦彦
- 翻訳：柳澤由美
- 調整：安部康幸
- 担当：嶋澤みどり、井口大介、田中翔太
- 録音制作：カートゥーン ネットワーク、ブロードメディア・スタジオ

## 放映リスト
日本放送順に準拠。カッコ内は初回放送時の話数。

### ビリー&マンディ
| 話数       | サブタイトル                         | 原題                                         | 脚本 | 絵コンテ | 演出                                                                                         |
| ---------- | ------------------------------------ | -------------------------------------------- | --- | --- | -------------------------------------------------------------------------------------------- |
| 1A         | 死神さんこんにちは                   | Meet The Reaper                              | マックスウェル・アトムス | マックスウェル・アトムス | マックスウェル・アトムス                                                                     |
| 1B（1C）   | 死神とかくれんぼ                     | Skeletons in the Water Closet                | グレッグ・ミラー | グレッグ・ミラー | デイヴ・ブレイン                                                                             |
| 1C（2A）   | 反対の日                             | Opposite Day                                 | マックスウェル・アトムス | マイク・スターン | デイヴ・ブレイン                                                                             |
| 2A（3C）   | 乗り移られて                         | Get Out of My Head                           | マックスウェル・アトムス | マックスウェル・アトムス | デイヴ・ブレイン                                                                             |
| 2B（2C）   | モデルへの道                         | Look Alive!                                  | マックスウェル・アトムス | ポール・マッケヴォイ | ブライアン・ホーガン                                                                         |
| 2C（3A）   | 悩み深きグリム                       | Mortal Dilemma                               | エイミー・ロジャース | マイク・ディーデッリヒ | ブライアン・ホーガン                                                                         |
| 3A（4B）   | 死神と友情                           | Fiend Is Like Friend w/o the "r"             | クレイグ・ルイス | ポール・マッケヴォイ | ブライアン・ホーガン                                                                         |
| 3B（5B）   | 地獄クッキーの味                     | Recipie for disaster                         | マックスウェル・アトムス | マイク・ディーデリッヒ | デイヴ・ブレイン                                                                             |
| 3C（6B）   | 三つの願い                           | Dumb Wish                                    | ポール・マッケヴォイ | ポール・マッケヴォイ | ブライアン・ホーガン                                                                         |
| 4A（8A）   | グリムはグレゴリー?                  | Grim or Gregory?                             | ゴード・セイジャック | シェリー・ケヴィラング | ブライアン・ホーガン                                                                         |
| 4B（7A）   | ママの逆襲                           | Grim Vs. Mom                                 | ゴード・セイジャック | アレックス・アルマグア | ブライアン・ホーガン                                                                         |
| 4C（7C）   | 僕を食べないで!                      | Tastes like Chicken                          | ゴード・セイジャック | マイク・ディーデリッヒ | ブライアン・ホーガン ジョン・マッキンタイヤ                                                  |
| 5A（8C）   | 友達になって!                        | Something Stupid This Way Comes              | クレイグ・ルイス | マックスウェル・アトムス | ジョン・マッキンタイヤ ロバート・アルバレス                                                  |
| 5B（9A）   | びっくりパーティー                   | A Grim Surprise                              | ロブ・ダサールズ | ジョン・マッキンタイヤ | ジョン・マッキンタイヤ ロバート・アルバレス                                                  |
| 5C（9C）   | リアルゲーム                         | Beasts and Barbarians                        | ゴード・セイジャック | マイク・ディーデリッヒ | デイヴ・ブレイン                                                                             |
| 6A（11A）  | ビリーのおでき                       | Bill's Growth Spurt                          | ゴード・セイジャック | マイク・ディーデリッヒ | ブライアン・ホーガン                                                                         |
| 6B（10A）  | ホス・デルガド                       | Hoss Delgado: Spectral Exterminator          | ゴード・セイジャック | ブライアン・キンドレガン | ブライアン・ホーガン                                                                         |
| 6C（12C）  | 恐怖のマンディ人形                   | Mortal Dilemma                               | ゴード・セイジャック | ムッチ・ファセット | ブライアン・ホーガン                                                                         |
| 7A（11C）  | ビリーとスパーグ                     | Billy and the Bully                          | ゴード・セイジャック | ブレット・バロン | ジョン・マッキンタイヤ ロバート・アルバレス                                                  |
| 7B（10C）  | いたずら女神 エリス                  | To Eris Human                                | ゴード・セイジャック | クリス・サヴィーノ | デイヴ・ブレイン                                                                             |
| 7C（12A）  | 魔物になったビリー                   | Big Trouble in Billy's Basement              | ゴード・セイジャック | クリス・マッカロック | ジョン・マッキンタイヤ ロバート・アルバレス                                                  |
| 8A（23B）  | ロックスターを目指せ!                | Grim or Greg                                 | クレイグ・ルイス | ブレット・バロン | ロバート・アルバレス                                                                         |
| 8B（13A）  | 脳ミソ大好きエイリアン               | Little Rock of Horrors                       | ゴード・セイジャック | マックスウェル・アトムス | ロバート・アルバレス                                                                         |
| 8C（13C）  | ピザの悪夢                           | Dream A Little Dream                         | ゴード・セイジャック | マイク・ディーデリッヒ | デイヴ・ブレイン                                                                             |
| 9A（19C）  | 魔法学校の夏                         | Toadblatt's School of Sorcery                | ベン・スパーギル | マイク・ディーデリッヒ マックスウェル・アトムス | ロバート・アルバレス                                                                         |
| 9B（19A）  | ミンディの親友                       | Educating Grim                               | レイチェル・マクファーレン | ブレット・バロン | ジュリ・ハシグチ                                                                             |
| 9C（14A）  | ホッキーモンスター                   | It's Hokey Mon!                              | ゴード・セイジャック | マイク・ディーデリッヒ | ジョン・マッキンタイヤ ロバート・アルバレス                                                  |
| 10A（22C） | グリム生き返る                       | Night of the Living Grim                     | ゴード・セイジャック | スペンサー・ラウディエロ | ロバート・アルバレス                                                                         |
| 10B（17A） | ケーキはゾンビの大好物 パート1       | Brown Evil                                   | ゴード・セイジャック | ポール・マッケヴォイ | ロバート・アルバレス                                                                         |
| 10C（17C） | ケーキはゾンビの大好物 パート2       | Brown Evil Part2                             | ゴード・セイジャック | ポール・マッケヴォイ | パット・シナガワ                                                                             |
| 11A（16A） | 帝王マンディ                         | Mandy the Merciless                          | ゴード・セイジャック | アレックス・アルマグア | パット・シナガワ                                                                             |
| 11B（20A） | エリスの受難                         | Creating Chaosl                              | ゴード・セイジャック | ブレット・バロン | パット・シナガワ                                                                             |
| 11C（16C） | 二人は仲良し?                        | The Really Odd Couple                        | ゴード・セイジャック | ムッチ・ファセット | ジョン・マッキンタイヤ ランディ・マイヤーズ                                                  |
| 12A（21A） | 女は強し                             | Who Killed Who?                              | ゴード・セイジャック | ポール・マッケヴォイ | パット・シナガワ ジョン・マッキンタイヤ ランディ・マイヤーズ                                 |
| 12B（14C） | 狼男アーウィン                       | Tween Wolf                                   | ゴード・セイジャック | ムッチ・ファセット | パット・シナガワ                                                                             |
| 13A（15A） | グリムの恋人                         | Grim in Love                                 | ゴード・セイジャック | ブレット・バロン | ジョン・マッキンタイヤ ロバート・アルバレス                                                  |
| 13B（22A） | マンディの恋                         | Crushed                                      | ゴード・セイジャック | ブレット・バロン | ジョン・マッキンタイヤ ロバート・アルバレス                                                  |
| 13C（15C） | ナーゴルの恋人                       | Love is Evol Spelled Backwards               | クレイグ・ルイス | ポール・マッケヴォイ | ジュリ・ハシグチ                                                                             |
| 14A（24A） | 心優しき大グモ                       | The Crawling Niceness                        | マックスウェル・アトムス | マックスウェル・アトムス | ジョン・マッキンタイヤ ロバート・アルバレス                                                  |
| 14B（18C） | ビリーの家庭教師                     | Smarten Up                                   | ゴード・セイジャック | デヴィッド・ファイス | ジョン・マッキンタイヤ ロバート・アルバレス                                                  |
| 14C（20C） | スター・グリム                       | The Grim Show                                | クレイグ・ルイス | トレバー・ウォール | ジョン・マッキンタイヤ ロバート・アルバレス                                                  |
| 15A（21B） | ナーゴルの息子                       | Son of Nergal                                | ゴード・セイジャック | ポール・マッケヴォイ | ロバート・アルバレス                                                                         |
| 15B（25B） | シスターグリム                       | Sister Grim                                  | ゴード・セイジャック | ブレット・バロン | ジョン・マッキンタイヤ ジュリ・ハシグチ                                                      |
| 15C（18A） | ゴーカート3000                       | The Crawling Niceness                        | ゴード・セイジャック | マイク・ディーデリッヒ | ジョン・マッキンタイヤ ランディ・マイヤーズ                                                  |
| 16A        | 影の世界                             | Five-O-Clock Shadows                         | ブレット・バロン | ブレット・バロン | ジュリ・ハシグチ                                                                             |
| 16B（23A） | 闇の騎士の恐怖                       | Terror of the Black Night                    | クレイグ・ルイス | アレックス・アルマグア | ジュリ・ハシグチ                                                                             |
| 17A（25A） | 一日死神                             | Grim For A Day                               | クレイグ・ルイス | ポール・マッケヴォイ | ロバート・アルバレス                                                                         |
| 17B（24C） | 混乱の肉だんご                       | Chicken Ball Z                               | ベン・スパーギル | マット・サリバン | ジョン・マッキンタイヤ                                                                       |
| 17C（25C） | 命の砂時計                           | Halls of Time                                | ゴード・セイジャック | ポール・マッケヴォイ | ジョン・マッキンタイヤ ランディ・マイヤーズ                                                  |
| 18（26）   | ハロウィン妖怪物語                   | Billy and Mandy's Jacked-Up Halloween        | マックスウェル・アトムス ブレット・バロン ポール・マッケヴォイ | ブレット・バロン マックスウェル・アトムス | ジュリ・ハシグチ ロバート・アルバレス                                                        |
| 19A        | ジェフ再び                           | Spider's Little Daddy                        | マックスウェル・アトムス | スペンサー・ラウディエロ | ロバート・アルバレス                                                                         |
| 19B        | 恐怖の三輪車                         | Trycycle Of Terror                           | ゴード・セイジャック | カール・グリーンブラット | ブライアン・シースレー                                                                       |
| 20A        | ツイてない日                         | Dumb Luck                                    | マックスウェル・アトムス マイク・ディーデリッヒ | マイク・ディーデリッヒ | ジュリ・ハシグチ                                                                             |
| 20B        | 愛しの胴体                           | No Body Loves Grim                           | クレイグ・ルイス セリア・ワイズ | セリア・ワイズ | ショーン・キャッシュマン                                                                     |
| 21A        | ペットは魚                           | Lil' PorkChop                                | ブレット・バロン | ブレット・バロン | ブライアン・シースレー                                                                       |
| 21B        | スカールの過ち                       | Skarred For Life                             | マックスウェル・アトムス カール・グリーンブラット | カール・グリーンブラット | ジュリ・ハシグチ                                                                             |
| 22A        | 苦痛の館                             | House Of Pain                                | マックスウェル・アトムス マイク・ディーデリッヒ | マイク・ディーデリッヒ | ショーン・キャッシュマン                                                                     |
| 22B        | ある予言                             | A Grim Prophecy                              | マックスウェル・アトムス | マックスウェル・アトムス | ショーン・キャッシュマン                                                                     |
| 22C        | マンディのペット                     | Mandy Bites Dog                              | ゴード・セイジャック スペンサー・ラウディエロ | スペンサー・ラウディエロ | ロバート・アルバレス                                                                         |
| 23A        | おはなしグリム                       | Nursety Grims                                | ブレット・バロン | ブレット・バロン | ブライアン・シースレー                                                                       |
| 23B        | 見えすぎて                           | My Peeps                                     | マット・サリバン セリア・ワイズ | セリア・ワイズ | ジュリ・ハシグチ                                                                             |
| 24A        | 魔法使いと秘密のおまる               | Nigel Planter And The Chamber Pot Of Secrets | マックスウェル・アトムス マイク・ディーデリッヒ | マイク・ディーデリッヒ | ショーン・キャッシュマン                                                                     |
| 24B        | コワーいサーカス                     | Circus Of Fear                               | ゴード・セイジャック リッチ・チドロー | リッチ・チドロー | ブライアン・シースレー                                                                       |
| 25A        | いじめっ子ブギーマン                 | Bully Boogie                                 | スペンサー・ラウディエロ ジェイムス・シルバーマン セリア・ワイズ | スペンサー・ラウディエロ | ジュリ・ハシグチ                                                                             |
| 25B        | ドワーフ族VSエルフ族                 | Here Thar Be Dwarves!                        | ゴード・セイジャック カール・グリーンブラッド | カール・グリーンブラッド | ロバート・アルバレス                                                                         |
| 26A        | スーパー・チキンの反乱               | Which Came First                             | マット・サリバン ヴァンサン・ウォーラー | ヴァンサン・ウォーラー | ブライアン・シースレー                                                                       |
| 26B        | ジュニアの逆襲                       | Substitute Teacher                           | マックスウェル・アトムス クリス・リカルディ | クリス・リカルディ | ショーン・キャッシュマン                                                                     |
| 27A        | キャプテン・スペース・ビリー         | Super Zero                                   | ブレット・バロン | ブレット・バロン | フィル・カミングス ジュリ・ハシグチ                                                          |
| 27B        | ケダモノの仮面                       | Sickly Sweet                                 | マックスウェル・アトムス | セリア・ワイズ | ロバート・アルバレス フィル・カミングス                                                      |
| 28A        | 毛が生えてきた!                      | Bearded Billy                                | ゴード・セイジャック ブライアン・ラルセン | ブライアン・ラルセン | ブライアン・シースレー                                                                       |
| 28B        | 強さのヒミツ                         | The Nerve                                    | ゴード・セイジャック ジム・シューマン | ジム・シューマン | ショーン・キャッシュマン                                                                     |
| 29A        | ビックリ!タイムスリップ!!            | Test of Time                                 | ポール・マッケヴォイ ゴード・セイジャック | ポール・マッケヴォイ | ショーン・キャッシュマン ブライアン・シースレー ロバート・アルバレス                         |
| 29B        | バイキングは最高                     | A Kick in the Asgard                         | マックスウェル・アトムス | ヴィンセント・ウォーラー | ジュリ・ハシグチ ブライアン・シースレー ロバート・アルバレス                                 |
| 30A        | みんな ヤラれる!!                    | Attack of the Clowns                         | ゴード・セイジャック C・H・グリーンブラット | C・H・グリーンブラット | ブライアン・シースレー                                                                       |
| 30B        | 黄金のリンゴ                         | Complete and Utter Chaos!                    | スペンサー・ラウディエロ | スペンサー・ラウディエロ | ランディ・マイヤーズ                                                                         |
| 31A        | 世界に一人だけのビリー               | Whatever Happened to Billy Whatsisname?      | マックスウェル・アトムス アレックス・アルマグア | アレックス・アルマグア | ブライアン・シースレー                                                                       |
| 31B        | スパーグのにきび                     | Just the Two of Pus                          | ジャッキー・バスカリーノ ブライアン・ラーセン | ブライアン・ラーセン | ロバート・アルバレス                                                                         |
| 32A        | チョコレート・セーラー               | Chocolate Sailor                             | クレイグ・ルイス | マイク・ディーデリッヒ | ショーン・キャッシュマン                                                                     |
| 32B        | 歯の妖精                             | The Good, the Bad & the Toothless            | ブレット・バロン | ブレット・バロン | ジュリ・ハシグチ                                                                             |
| 33A        | ミイラの呪い                         | That's My Mummy                              | マックスウェル・アトムス アレックス・アルマグア | アレックス・アルマグア | ロバート・アルバレス                                                                         |
| 33B        | 人形大作戦                           | Toys Will Be Toys                            | スペンサー・ラウディエロ | スペンサー・ラウディエロ | ランディ・マイヤーズ                                                                         |
| 34         | 秘密のクラブ                         | The Secret Snake Club                        | C・H・グリーンブラット | C・H・グリーンブラット | ショーン・キャッシュマン ジュリ・ハシグチ                                                    |
| 35A        | 謎のピッチャー                       | The Bad News Ghouls                          | リチャード・ホーヴィッツ ヴィンセント・ウォーラー | ヴィンセント・ウォーラー | ブライアン・シースレー                                                                       |
| 35B        | 未来の館                             | The House of No Tomorrow                     | ニーナ・バルギール アレックス・アルマグア | アレックス・アルマグア | ロバート・アルバレス                                                                         |
| 36A        | 鼻の魔法使い                         | Wild Parts                                   | Dr.リチャード M・バートン ビル・レイス | ビル・レイス | ショーン・キャッシュマン                                                                     |
| 36B        | ビリーは天才!?                       | The Problem with Billy                       | ブレット・バロン | ブレット・バロン | ジュリ・ハシグチ                                                                             |
| 37A        | 大好きクマちゃん                     | Happy Huggy Stuffy Bears                     | ニーナ・バルギール スペンサー・ラウディエロ | スペンサー・ラウディエロ | ブライアン・シースレー                                                                       |
| 37B        | 昔の恋人                             | The Secret Decoder Ring                      | ゼナ・ワイズ マイク・ディーデリッヒ | マイク・ディーデリッヒ | ロバート・アルバレス ショーン・キャッシュマン ランディ・マイヤーズ                           |
| 38         | 9つの願い                            | Wishbones                                    | Intro、Mandy：C・スコット・モース Billy：ショーン・キャッシュマン Billy's Dad：アレックス・アルマグア Skarr：C・H・グリーンブラット Irwin：マイケル・ディーデリッヒ Pudin：マックスウェル・アトムス Junior：イアン・ワッセラク Sparg、Mindy：ポール・マッケヴォイ Sparg：スロップ・ヴァン・オーマン | Intro、Mandy：C・スコット・モース Billy：ショーン・キャッシュマン Billy's Dad：アレックス・アルマグア Skarr：C・H・グリーンブラット Irwin：マイケル・ディーデリッヒ Pudin：マックスウェル・アトムス Junior：イアン・ワッセラク Sparg、Mindy：ポール・マッケヴォイ Sparg：スロップ・ヴァン・オーマン | ジュリ・ハシグチ ブライアン・シースレー                                                      |
| 39A        | 最高のペット                         | Dream Mutt                                   | ブレット・バロン | ブレット・バロン | ショーン・キャッシュマン                                                                     |
| 39B        | ダサいペット                         | Scythe for Sale                              | ハリエット・キム | アレックス・アルマグア | ロバート・アルバレス                                                                         |
| 40A        | アヒルにご用心                       | Duck!                                        | マックスウェル・アトムス C・H・グリーンブラット | C・H・グリーンブラット | ジュリ・ハシグチ ランディ・マイヤーズ                                                        |
| 40B        | 吸血チュパカブラ                     | Aren't You Chupacabra To See Me?             | ジェレミー・バルギール イアン・ワッセラク | イアン・ワッセラク | ショーン・キャッシュマン                                                                     |
| 41A        | ハエ女                               | Zip Your Fly                                 | マックスウェル・アトムス ルーイ・デル・カルメン | ルーイ・デル・カルメン | ジュリ・ハシグチ フィル・カミングス                                                          |
| 41B        | 世界の水辺から                       | Puddle Jumping                               | マイケル・ディーデリッヒ | マイケル・ディーデリッヒ | スー・ペロット                                                                               |
| 42A        | 巨大なフワフワネコ                   | He's Not Dead, He's My Mascot                | ニーナ・バルギール アレックス・アルマグア | アレックス・アルマグア | フィル・カミングス ジュリ・ハシグチ エディ・ホーチンス                                       |
| 42B        | 悪魔のバイク                         | Hog Wild                                     | ブレット・バロン | ブレット・バロン | ロバート・アルバレス ショーン・キャッシュマン エディ・ホウチンス                             |
| 43         | マイ・フェア・マンディ               | My Fair Mandy                                | C・H・グリーンブラット | C・H・グリーンブラット | ショーン・キャッシュマン ジュリ・ハシグチ                                                    |
| 44A        | 帰ってきたジェフ                     | Jeffy's Web                                  | マックスウェル・アトムス ルーイ・デル・カルメン | ルーイ・デル・カルメン | ロバート・アルバレス エディ・ホウチンス                                                      |
| 44B        | ホスの相棒                           | Irwin Gets A Clue                            | ゼナ・ウィース ジム・シューマン | ジム・シューマン | スー・ペロット                                                                               |
| 45A        | 世にも奇妙なお話                     | Runaway Pants                                | マックスウェル・アトムス アレックス・アルマグア | アレックス・アルマグア | スー・ペロット                                                                               |
| 45B        | カマをバージョンアップ               | Scythe 2.0                                   | マックスウェル・アトムス マイク・ディーデリッヒ | マイク・ディーデリッヒ | フィル・カミングス                                                                           |
| 46A        | おいしいシリアル                     | The Firebird Sweet                           | ドリュー・ネンマン アーロン・スプリンガー | アーロン・スプリンガー | ショーン・キャッシュマン                                                                     |
| 46B        | ガムをちょうだい                     | The Bubble with Billy                        | ブレット・バロン | ブレット・バロン | ラッセル・キャラブレス ジュリ・ハシグチ                                                      |
| 47A        | ダンスがすべて                       | Billy Idiot                                  | イアン・ワセラック アレックス・アルマグア | アレックス・アルマグア | スー・ペロット                                                                               |
| 47B        | なつかしのモンスター                 | Home of the Ancients                         | ニーナ・バルギール C・H・グリー・ブラット | C・H・グリーンブラット | ロバート・アルバレス スー・ペロット                                                          |
| 48A        | 魔法使いの恋                         | One Crazy Summoner                           | マックスウェル・アトムス マイク・ディーデリッヒ | マイク・ディーデリッヒ | ジュリ・ハシグチ                                                                             |
| 48B        | ディナーにようこそ                   | Guess What's Coming to Dinner                | マックスウェル・アトムス ジム・シューマン | ジム・シューマン | ショーン・キャッシュマン フィル・カミングス                                                  |
| 49A        | 愛とシワの旅立ち                     | Mommie Fiercest                              | ブレット・バロン | ブレット・バロン | ラッセル・キャラブレス スー・ペロット                                                        |
| 49B        | ドロボウの木                         | The Taking Tree                              | マックスウェル・アトムス ブライアン・ラーセン | ブライアン・ラーセン | ジュリ・ハシグチ エディ・ホウチンス                                                          |
| 50A        | 狙われた白フクロウ                   | Reap Walking                                 | ジェームズ・シルバーマン ルーイ・デル・カルメン | ルーイ・デル・カルメン | ロバート・アルバレス                                                                         |
| 50B        | 家出のわけ                           | The Loser from the Earth's Core              | マックスウェル・アトムス アーロン・スプリンガー | アーロン・スプリンガー | ショーン・キャッシュマン                                                                     |
| 51A        | お口の中の男                         | Ecto Cooler                                  | マックスウェル・アトムス | マックスウェル・アトムス | ラッセル・キャラブレス スー・ペロット                                                        |
| 51B        | シュラブ争奪戦                       | Schlubs                                      | マックスウェル・アトムス | ジョン・ホルムクイスト | エディ・ホウチンス                                                                           |
| 52         | イタズラ電話はいかが?                | Prank Call of Cthulu                         | マックスウェル・アトムス アレックス・アルマグア マイク・ディーデリッヒ | アレックス・アルマグア マイク・ディーデリッヒ | ラッセル・キャラブレス ジュリ・ハシグチ エディ・ホウチンス ロバート・ヒューズ スー・ペロット |
| 53A        | 親子ごっこ                           | Billy Ocean                                  | ティム・マキーオン アレックス・アルマグア | アレックス・アルマグア | ジュリ・ハシグチ スー・ペロット                                                              |
| 53B        | 夢を追いかけて                       | Hill Billy                                   | ブレット・バロン | ブレット・バロン | ショーン・キャッシュマン                                                                     |
| 54         | フレッド・フレッドバーガーの長い一日 | Keeper Of The Reeper                         | リチャード・ホーヴィッツ クリステン・ラザリアン C・H・グリーンブラット | C・H・グリーンブラット | ジュリ・ハシグチ エディ・ホウチンス                                                          |
| 55A        | 友達は原始人                         | Modern Primitives                            | マックスウェル・アトムス アレックス・アルマグア | アレックス・アルマグア | ショーン・キャッシュマン                                                                     |
| 55B        | 怪獣見学inジャパン                   | Giant Billy And Mandy All Out Attack         | ジェフ・プレゼンコウスキー アレックス・キュー | アレックス・キュー | スー・ペロット                                                                               |
| 56A        | 遥かなる勝利                         | The Wrongest Yard                            | ティム・マキーオン イアン・ワッセラク | イアン・ワッセラク | スー・ペロット                                                                               |
| 56B        | 木の魔法使いドルイド                 | Druid, Where's My Car?                       | マックスウェル・アトムス マイク・ディーデリッヒ | マイク・ディーデリッヒ | ジュリ・ハシグチ エディ・ホウチンス ラッセル・キャラブレス                                   |
| 57A        | スカールは庭が命                     | Herbicidal Maniac                            | C・H・グリーンブラット | C・H・グリーンブラット | ショーン・キャッシュマン                                                                     |
| 57B        | 正義と混乱                           | Chaos Theory                                 | ジェームズ・シルバーマン マイク・ディーデリッヒ | マイク・ディーデリッヒ | エディ・ホウチンス                                                                           |
| 58A        | 恋に落ちたビリー                     | The Love That Dare Not Speak Its Name        | ジェレミー・バルギール アレックス・アルマグア | アレックス・アルマグア | エディ・ホウチンス                                                                           |
| 58B        | 永遠に生きる方法                     | Major Cheese                                 | ブレット・バロン | ブレット・バロン | ジュリ・ハシグチ スー・ペロット                                                              |
| 59A        | グリムの日                           | A Grim Day                                   | ジェフ・プレゼンコウスキー アレックス・キュー | アレックス・キュー | スー・ペロット ショーン・キャッシュマン                                                      |
| 59B        | パンドラのお弁当箱                   | Pandra's Lunch Box                           | ニーナ・バルギール イアン・ワッセラク | イアン・ワッセラク | ショーン・キャッシュマン                                                                     |
| 60         | ビリー&マンディVS.火星人             | Billy & Mandy vs The Martians                | マックスウェル・アトムス ニーナ・バルギール ジェレミー・バルギール | ジョン・バーン マイク・ディーデリッヒ | ジュリ・ハシグチ エディ・ホウチンス                                                          |
| 61A        | ヒーローになるとき                   | Dumb-Dumbs & Dragons                         | マックスウェル・アトムス アレックス・アルマグア | アレックス・アルマグア | スー・ペロット                                                                               |
| 61B        | エンズビルをやっつけろ               | Fear and Loathing in Endsville               | C・H・グリーンブラット | C・H・グリーンブラット | ショーン・キャッシュマン ジュリ・ハシグチ エディ・ホウチンス                                 |
| 62A        | 父の日の出来事                       | Dad Day Afternoon                            | ブレット・バロン | ブレット・バロン | エディ・ホウチンス                                                                           |
| 62B        | しつけの女王                         | Scary Poppins                                | ショーン・キャッシュマン | アレックス・アルマグア | スー・ペロット                                                                               |
| 63A        | サルグリム合戦                       | Hurter Monkey                                | アンナ・チェンバース ゼナ・ローガン イアン・ワッセラク | イアン・ワッセラク | ショーン・キャッシュマン エディ・ホウチンス スー・ペロット                                   |
| 63B        | ヒップホップティーチャー             | Goodbling and The Hip-Hop-opotamus           | ジェームズ・シルバーマン アレックス・アルマグア | アレックス・アルマグア | ジュリ・ハシグチ エディ・ホウチンス ラッセル・キャラブレス                                   |
| 64A        | マンディ、クモになる                 | Spider Mandy                                 | マックスウェル・アトムス ジム・シューマン | ジム・シューマン | エディ・ホウチンス                                                                           |
| 64B        | 笑って!フレッド                      | Be A-Fred Be Very A-Fred                     | C・H・グリーンブラット | C・H・グリーンブラット | スー・ペロット                                                                               |
| 65A        | いじめられっ子ユニコーン             | The Crass Unicorn                            | マックスウェル・アトムス シンディ・モロウ | シンディ・モロウ | ショーン・キャッシュマン                                                                     |
| 65B        | 終わりで始まり                       | Billy & Mandy Begins                         | ジェフ・プレゼンコウスキー マイク・ディーデリッヒ マックスウェル・アトムス アントワン・グィルボー | マイク・ディーデリッヒ マックスウェル・アトムス アントワン・グィルボー | ショーン・キャッシュマン ジュリ・ハシグチ                                                    |
| 66A        | 壊し屋ビリー                         | Everything Breaks                            | マイク・ディーデリッヒ | マイク・ディーデリッヒ | マット・エングストロム ラッセル・キャラブレス                                                |
| 66B        | 魔法のパズル                         | The Show that Dare Not Speak Its Name        | アレックス・アルマグア ホリー・アルマグア | アレックス・アルマグア | クリス・シャーウッド                                                                         |
| 67A        | 秘密のクラブの秘密                   | The Secret Snake Club vs. P.E.               | C・H・グリーンブラッド イアン・ワッセラク | イアン・ワッセラク | ショーン・キャッシュマン ラッセル・キャラブレス                                              |
| 67B        | アーウィン、王になる                 | King Tooten Pooten                           | C・H・グリーンブラッド | アレックス・アルマグア | マイケル・ライマン                                                                           |
| 68A        | テストでエンドレス                   | Billy Gets an "A"                            | アレックス・アルマグア | アレックス・アルマグア | クリス・シャーウッド                                                                         |
| 68B        | 雪男を捕まえろ                       | Yeti or Not, Here I Come                     | クリス・ヘッドリック | クリス・ヘッドリック | マット・エングストロム                                                                       |
| 69A        | ピザ戦争                             | Nergal's Pizza                               | マイク・ディーデリッヒ | マイク・ディーデリッヒ | ゴードン・ケント                                                                             |
| 69B        | 海底探検物語                         | Hey, Water You Doing?                        | イアン・ワッセラク | イアン・ワッセラク | クリス・シャーウッド                                                                         |
| 70A        | スカールの復讐                       | Company Halt                                 | マックスウェル・アトムス アレックス・アルマグア | アレックス・アルマグア | クリス・シャーウッド                                                                         |
| 70B        | 怒っちゃダーメ                       | Anger Mismanagement                          | クリス・ヘッドリック スティーブン・デステファーノ | スティーブン・デステファーノ | マット・エングストロム ゴードン・ケント ラッセル・キャラブレス                               |
| 71A        | 終わらない悪夢                       | Waking Nightmare                             | マックスウェル・アトムス アーロン・スプリンガー | アーロン・スプリンガー | ジュリ・ハシグチ ゴードン・ケント                                                            |
| 71B        | ウミヒキガエルにご用心               | Beware of the Undertoad                      | マイク・ディーデリッヒ | マイク・ディーデリッヒ | マット・エングストロム ジュリ・ハシグチ エディ・ホウチンス クリス・シャーウッド              |
| 72A        | ある恋の詩                           | The Most Greatest Love Story Ever Told Ever  | C・H・グリーンブラット | C・H・グリーンブラット | ゴードン・ケント クリス・シャーウッド                                                        |
| 72B        | グリム先生                           | Detention X                                  | ジェレミー・バルギール イアン・ワッセラク | イアン・ワッセラク | ショーン・キャッシュマン マット・エングストロム エディ・ホウチンス                           |
| 73         | スパイダークイーンの怒り 前編        | Wrath of the Spider Queen Part1              | マックスウェル・アトムス | クリス・ヘッドリック クレイ・モロウ アレックス・アルマグア マイク・ディーデリッヒ | マット・エングストロム ゴードン・ケント クリス・シャーウッド ジュリ・ハシグチ                |
| 74         | スパイダークイーンの怒り 後編        | Wrath of the Spider Queen Part2              | マックスウェル・アトムス | クリス・ヘッドリック クレイ・モロウ アレックス・アルマグア マイク・ディーデリッヒ | マット・エングストロム ゴードン・ケント クリス・シャーウッド ジュリ・ハシグチ                |
| 75A        | 死者の日                             | El Dia de Los Muertos Stupidos               | ニーナ・バルギール ジェレミー・バルギール ジェイ・ベイカー マックスウェル・アトムス | ジェイ・ベイカー | マット・エングストロム                                                                       |
| 75B        | アーウィンの秘密                     | Heartburn                                    | ニーナ・バルギール ジェレミー・バルギール クリス・ミッチェル | クリス・ミッチェル | クリス・シャーウッド                                                                         |
| 76A        | 愛と復讐の旅立ち                     | Dracula Must Die                             | C・H・グリーンブラット | C・H・グリーンブラット | ジュリ・ハシグチ エディ・ホウチンス                                                          |
| 76B        | 本当は怖いホラ話                     | Short Tall Tales                             | マックスウェル・アトムス ニーナ・バルギール ジェレミー・バルギール | クレイ・モロウ | ラッセル・キャラブレス                                                                       |
| 77A        | 魔法使いとモールディバット卿         | Nigel Planter & The Order of the Peanuts     | ティム・マキーオン | クリス・ヘッドリック | マット・エングストロム                                                                       |
| 77B        | 無限大マンディ                       | The Incredible Shrinking Mandy               | ニーナ・バルギール ジェレミー・バルギール | ジム・シューマン | ラッセル・キャラブレス エディ・ホウチンス                                                    |
| 78         | チーズ・アタック!                    | Billy & Mandy Moon the Moon                  | マックスウェル・アトムス ニーナ・バルギール ジェレミー・バルギール | マックスウェル・アトムス | ジュリ・ハシグチ クリス・シャーウッド ラッセル・キャラブレス                                 |

### TVSP
- Billy & Mandy Save Christmas(日本未放送)

ビリー&マンディのクリスマスエピソード。
- ビリー＆マンディの大冒険

長編作品。日本放送日 - 2007年12月31日
- Underfist: Halloween Bash(日本未放送)

ビリー&マンディのキャラクターを交えた新作『Underfist』の特別番組。なお、『Underfist』自体は諸事情により制作中止となった。

### 邪悪なコンカルネ
| 話数 | サブタイトル         | 原題                                  | 脚本                     | 絵コンテ                              | 演出                                        |
| ---- | -------------------- | ------------------------------------- | ------------------------ | ------------------------------------- | ------------------------------------------- |
| 1B   | コンカルネ登場       | Evil Con Carne                        | マックスウェル・アトムス | マックスウェル・アトムス              | マックスウェル・アトムス                    |
| 2B   | スカールの反逆       | Emotional Skarr                       | マックスウェル・アトムス | ボブ・キャンプ ジョー・オーランティア | ブライアン・ホーガン                        |
| 3B   | コンカルネ再出発     | Evil Goes Wild                        | ゴード・セイジャック     | グレッグ・ミラー                      | デイヴ・ブレイン                            |
| 4A   | 勝利の香り パート1   | The smell of Vengeance Part 1         | マックスウェル・アトムス | グレッグ・ミラー                      | デイヴ・ブレイン                            |
| 4C   | 勝利の香り パート2   | The smell of Vengeance Part 2         | マックスウェル・アトムス | マックスウェル・アトムス              | ブライアン・ホーガン                        |
| 5A   | 変身 パート1         | Devolver Part 1                       | マックスウェル・アトムス | マイク・ディーデリッヒ                | ブライアン・ホーガン                        |
| 5C   | 変身 パート2         | Devolver Part 2                       | マックスウェル・アトムス | ボブ・キャンプ                        | ブライアン・ホーガン                        |
| 6A   | ボスはいずこ パート1 | Tiptoe Through The Tulips Part 1      | ヴィンセント・デイヴィス | ボブ・キャンプ                        | ブライアン・ホーガン                        |
| 6C   | ボスはいずこ パート2 | Tiptoe Through The Tulips Part 2      | ヴィンセント・デイヴィス | ボブ・キャンプ                        | デイヴ・ブレイン                            |
| 7B   | コンカルネの顔       | Bring Me the Face of Hector Con Carne | ゴード・セイジャック     | マット・サリバン                      | デイヴ・ブレイン                            |
| 8B   | 宿敵!エストロイ      | Search & Estroy                       | ゴード・セイジャック     | アレックス・アルマグア                | デイヴ・ブレイン                            |
| 9B   | 戦え!ボブおじさん    | Everyone Loves Uncle Bob              | ゴード・セイジャック     | トレバー・ウォール                    | ジョン・マッキンタイヤ ブライアン・ホーガン |
| 10B  | 被告コンカルネ       | Evil on Trial                         | ゴード・セイジャック     | ムッチ・ファセット                    | ジョン・マッキンタイヤ ロバート・アルバレス |
| 11B  | タイムマシーン       | The Time Hole Incident                | ゴード・セイジャック     | ノーラ・ジョンソン                    | デイヴ・ブレイン                            |
| 12B  | クリスマスを救え!    | Christmas Con Carne                   | ゴード・セイジャック     | アレックス・アルマグア                | ジョン・マッキンタイヤ ロバート・アルバレス |
| 13B  | パイの歌             | The Pie Who Loved Me                  | ゴード・セイジャック     | アレックス・アルマグア                | ジョン・マッキンタイヤ                      |
| 14B  | ボスコフ奪還作戦     | Boskov's Day Out                      | ゴード・セイジャック     | アレックス・アルマグア                | ジュリ・ハシグチ                            |
| 15B  | スカールの恋人       | The Trouble With Skarrina             | ゴード・セイジャック     | マット・サリバン                      | ジョン・マッキンタイヤ ロバート・アルバレス |
| 16B  | ゴー!スポーク        | Go Spork!                             | ゴード・セイジャック     | トレバー・ウォール                    | ジョン・マッキンタイヤ ロバート・アルバレス |
| 17B  | 破壊同盟             | League of Destruction                 | ゴード・セイジャック     | アレックス・アルマグア                | パット・シナガワ                            |
| 18B  | ドレッドボットの日   | Day of the Dreadbots                  | ゴード・セイジャック     | ブライアン・キンドレガン              | ジュリ・ハシグチ                            |
| 19B  | 死ぬな!ストマック    | Gutless!                              | ゴード・セイジャック     | ムッチ・ファセット                    | ジュリ・ハシグチ                            |
| 20B  | カレッジ親子         | Max Courage                           | ゴード・セイジャック     | アレックス・アルマグア                | ジョン・マッキンタイヤ ロバート・アルバレス |
| 22B  | 息子再び             | Son of Evil                           | ゴード・セイジャック     | ムッチ・ファセット                    | ジュリ・ハシグチ                            |
| 23B  | 君の腕は僕の腕       | The Right to Bear Arms                | ゴード・セイジャック     | マイク・ディーデリッヒ                | ランディ・マイヤーズ                        |
| 24B  | 無人島の二人         | Cod vs. Hector                        | ゴード・セイジャック     | アレックス・アルマグア                | ジョン・マッキンタイヤ ランディ・マイヤーズ |